# 格拉西姆·鲁季
格拉西姆·雅科夫列维奇·鲁季（俄语：Герасим Яковлевич Рудь；1907年2月6日（19日）—1982年6月26日），苏联党和国家领导人，摩尔达维亚苏维埃社会主义共和国科学院通讯院士。曾任摩尔达维亚苏维埃社会主义共和国外交部长，部长会议主席；摩尔达维亚食品工业研究所所长；基希讷乌伏龙芝农学院院长等职务。

## 生平
- 1907年2月6日（格里历：2月19日）出生于波多利亚省巴尔塔区萨列采伊村的一个农民家庭。
- 1920年-1924年，当地集体农庄工人。
- 1924年-1928年1月，勒布尼察园艺技术学校学习。
- 1928年1月-9月，勒布尼察园艺技术学校工作。
- 1928年9月-1929年1月，敖德萨农学院学习。
- 1929年1月-1931年，莫斯科季米里亚泽夫农学院学习。
- 1931年-1933年3月，米丘林果蔬研究院学习。
- 1933年3月-1937年，摩尔达维亚共产主义高等农学院讲师、系主任、副教授。
- 1937年-1939年3月，摩尔达维亚共产主义高等农学院院长。
- 1939年-1940年8月，摩尔达维亚苏维埃社会主义自治共和国人民委员会副主席。期间，1939年3月-1940年，蒂拉斯波尔农业技术学校讲师、系主任。1939年4月加入联共（布）。
- 1940年8月-1944年，摩尔达维亚苏维埃社会主义共和国人民委员会第一副主席。

期间：

1941年7月-1943年4月，摩共（布）南线作战小组成员。

1943年4月-1944年，摩共（布）派驻摩尔达维亚第1游击队联络员兼政委。

- 1944年-1946年7月，摩尔达维亚苏维埃社会主义共和国人民委员会、部长会议副主席。期间，1944年6月-1946年7月，摩尔达维亚苏维埃社会主义共和国外交人民委员、外交部长。
- 1946年7月-1958年1月，摩尔达维亚苏维埃社会主义共和国部长会议主席。期间他签署了将国内富农流放古拉格的法令。
- 1958年2月-1962年4月，摩尔达维亚食品工业研究所所长。
- 1962年4月-1982年6月，基希讷乌伏龙芝农学院院长。1970年当选摩尔达维亚苏维埃社会主义共和国科学院通讯院士。
- 1982年6月26日于基希讷乌逝世，享年75岁。葬于中央东正教公墓。

鲁季是苏共19-21大代表；第19届中央审计委员，第20-21届中央候补委员；第1-4届苏联最高苏维埃民族院代表，第1-4届摩尔达维亚苏维埃社会主义共和国最高苏维埃代表。

## 荣誉
- 三次列宁勋章
- 十月革命勋章
- 一级波格丹·赫梅利尼茨基勋章
- 劳动红旗勋章
- 各民族人民友谊勋章
- 红星勋章
- 摩尔达维亚苏维埃社会主义共和国荣誉科学工作者称号（1974）